# Antrona Schieranco
Antrona Schieranco là một đô thị ở tỉnh Verbano-Cusio-Ossola trong vùng Piedmont, có cự ly khoảng 120 km về phía đông bắc của Torino và khoảng 35 km về phía tây bắc của Verbania, ở biên giới với Thụy Sĩ. Tại thời điểm ngày 31 tháng 12 năm 2004, đô thị này có dân số 529 người và diện tích là 100,7 km².
Antrona Schieranco giáp các đô thị: Bognanco, Calasca-Castiglione, Ceppo Morelli, Montescheno, Saas Almagell (Thụy Sĩ), Vanzone con San Carlo, Viganella, Zwischbergen (Thụy Sĩ).